# Пиндале
Пиндале (23 марта 1608 — 3 июня 1661) был девятым королём Авы из династии Тауннгу. Он взошёл на трон по смерти короля Талуна, приходящегося ему отцом, в 1648 г. Правлением этого короля обозначилось начало заката династии.
Император Юнли, последний из династии Мин, бежал в 1659 г. из Куньмина (Юньнань), занятого войсками Цин, на территорию Авы. Военный отряд Юнли смог захватить лодки у местного населения и спуститься по течению к столице государства. Пиндале предоставил Юнли убежище. Два следующих года Юнли прожил в посёлке Сикайн, через реку от Авы, что вызвало возмущение со стороны империи Цин.
Когда в 1661 г. империя Цин стала собирать войска для вторжения на территорию Авы в государстве вспыхнули народные волнения, в итоге которых Пиндале был свергнут и вместе с женой, сыном и внуком утоплен в реке Иравади.